# Mathis Lussy
Pour les articles homonymes, voir Lussy.
Mathis Lussy est un musicographe et théoricien de la musique suisse né le 8 avril 1828 à Stans et mort le 21 janvier 1910 aux Planches (Montreux).

## Biographie
Mathis Lussy naît le 8 avril 1828 à Stans,,.
Il commence son éducation musicale auprès d'Aloys Businger, organiste de l'église de Stans, avant d'entrer au séminaire Saint-Urbain, où il étudie l'orgue et la composition musicale avec Leopold Nägeli.
En 1847, Lussy s'installe à Paris pour étudier la médecine avant d'abandonner cette discipline pour se consacrer à la musique et de devenir un professeur de piano réputé. À compter de 1852, il est professeur de piano au couvent de Picpus, durant 40 ans. En 1902, il revient en Suisse et passe les dernières années de sa vie à Montreux,,.
En 1908, il est nommé chevalier de la Légion d'honneur.
Mathis Lussy meurt aux Planches (Montreux) le 21 janvier 1910,,.
Pour la postérité, il est surtout connu pour ses contributions à la théorie musicale et à l'esthétique. Entre 1863 et 1909, Lussy est ainsi l'auteur de cinq ouvrages et plusieurs articles sur l'histoire de la notation musicale, la culture du sentiment musical et la théorie du rythme et de l'expression musicale. Outre Le Rythme musical (Paris, 1883, 4/1911), son principal ouvrage reste un Traité de l'expression musicale (Paris, 1874, 8/1904 ; traduit en anglais, Londres, 1885 ; en allemand, Leipzig, 1885 ; en russe, Saint-Pétersbourg, 1888), dédié à Liszt, qui connaît de son temps un grand succès. « De plus, en empruntant la formulation de ses concepts à la terminologie de Momigny, Lussy avait l'originalité d'être le relais d'un théoricien que la pensée musicale du XXe siècle redécouvrira aussi ».
On lui doit également une Histoire de la notation musicale écrite en collaboration avec Ernest David (Paris, 1882), qui pose les bases d'une sémiologie musicale,.
Les principes pédagogiques qu'il pratiquait et développait dans ses œuvres ont « pour particularité de mettre en pratique une méthode heuristique qui fait de l'élève son propre initiateur en fonction de sa psychologie et de ses facultés ».

## Publications
Les écrits de Mathis Lussy comprennent :
- Exercices de piano (Paris, 1863, 2/1878) ;
- Traité de l'expression musicale (Paris, 1874, 8/1904) ;
- Histoire de la notation musicale depuis ses origines (Paris, 1882), avec Ernest David ;
- Le rythme musical (Paris, 1883, 4/1911) ;
- « Die Correlation zwischen Takt und Rhythmus », in Vierteljahrsschrift für Musikwissenschaft, 1 (1885) ;
- « Zur neueren Literatur über die Reform der musikalischen Vortragszeichen », in Vierteljahrsschrift für Musikwissenschaft, 1 (1885) ;
- « Chabanon, précurseur de Hanslick », in Gazette musicale de la Suisse romande ;
- L'anacrouse dans la musique moderne (Paris, 1903) ;
- « De la culture du sentiment musical », IMusSCRII (Bâle, 1906) ;
- « De l'accent esthétique », Vie musicale, 9 (1908) ;
- « De la diction musicale et grammaticale », Riemann-Festschrift (Leipzig, 1909/R) ;
- La sonate pathétique de L. van Beethoven, op.13, rythmée et annotée par Mathis Lussy, éd. par A. Dechevrens (Paris, 1912).